# Stele di Novilara

Disegno raffigurante la stele iscritta di Novilara (Museo Pigorini, Roma)

Le stele di Novilara sono due stele in pietra arenaria che si crede provenienti dalla necropoli picena di Novilara, nella provincia di Pesaro e Urbino; risalgono dunque all'Età del Ferro.
Del gruppo delle stele di Novilara fanno parte altre stele provenienti dal mercato antiquario, e aventi caratteristiche analoghe.
Le due stele si distinguono perché una di esse è caratterizzata da una ricca figurazione incisa, mentre l'altra contiene un testo iscritto in un alfabeto chiamato convenzionalmente "nord piceno o di Novilara". Vennero scoperte nella seconda metà del XIX secolo.

## Stele figurata
La stele presenta delle incisioni che raffigurano decorazioni geometriche e scene figurate di guerrieri e battaglie navali, nonché iscrizioni della lingua detta convenzionalmente "lingua picena settentrionale". È esposta al Museo archeologico oliveriano di Pesaro.
La stele figurata di Novilara è frammentaria e più antica (VII secolo a.C.) delle altre. Nel frammento rimasto, è raffigurata una nave a vela spiegata, con rematori in azione e, nella parte inferiore, uno scontro navale tra due imbarcazioni più piccole. La poppa e la prua di tutte le imbarcazioni presentano elementi a forma di serpente.

## Stele iscritta
La stele iscritta di Novilara, con dodici righe di testo, è un documento fondamentale della lingua convenzionalmente detta "picena settentrionale"; è conservata dal 25 maggio 1904 al Museo nazionale preistorico etnografico Luigi Pigorini (oggi Museo delle Civiltà) a Roma, in seguito ad acquisto da parte del Ministero della Pubblica Istruzione nel 1892. 
Le circostanze di rinvenimento della stele sono ignote; secondo l'archeologo Edoardo Brizio, proverrebbe da San Nicola in Valmanente di Pesaro.
Il significato dell'iscrizione ha sempre suscitato accesi dibattiti e le interpretazioni più disparate, mentre sin dall'epoca del ritrovamento è nota la traslitterazione delle dodici righe, dal momento che si tratta di alfabeto del tipo greco antico-etrusco-italico, scritto da destra verso sinistra, in uso in Italia nel VI-V sec. a.C.